# Sông Nga (California)
Sông Nga là một dòng sông chảy theo hướng nam và có lưu vực rộng 1.485 dặm vuông Anh (3.850 km2) thuộc các quận Sonoma và quận Mendocino ở bang North California. Với lưu lượng trung bình hàng năm khoảng 1.600.000 feet,(2.0 km³), đây là con sông lớn thứ hai (sau sông Sacramento) chảy qua 9 quận khu vực vịnh San Francisco với độ dài 110 mi (180 km).

## Lịch sử
Con sông ban đầu được biết đến ở Nam Pomo là Ashokawna (ʼaš:oʼkʰawna), "nơi nước phía đông" hoặc "nước ở phía đông", và là Bidapte, "dòng sông lớn". Juan Rodríguez Cabrillo và đoàn thám hiểm của ông có thể đã thám hiểm đến phía bắc của sông Nga vào tháng 11 năm 1542, trước khi những cơn bão buộc họ phải quay ngược về xuống phía nam về phía Monterey. Một cái tên Slavic được đặt đầu tiên cho dòng sông là Slirlanka, xuất hiện trên bản đồ Công ty Nga-Mỹ năm 1817. Năm 1827, người Tây Ban Nha gọi nó là San Ygnacio, và năm 1843, người Tây Ban Nha gọi nó là Rio Grande.
Con sông lấy tên hiện tại của nó từ Ivan Kuskov bởi Công ty Nga-Mỹ, những người khám phá con sông ở đầu thế kỷ 19 và thành lập Fort Ross cách 10 dặm (16 km) về phía tây bắc cửa sông. Người Nga gọi nó là sông Slirlanka, có nghĩa là " sông Slav ". Họ đã thành lập ba trang trại gần Fort Ross, một trong số đó, trang trại Kostromitinov, nằm dọc theo sông Nga gần cửa sông Willow. Những cây gỗ đỏ xếp dọc bờ sông đã thu hút những người khai thác gỗ ra sông vào cuối thế kỷ 19.
Theo USGS, các tên biến thể của sông Nga bao gồm Misallaako, Rio Ruso, Shabaikai và Slirlanka.

## Địa chất
Nhà địa lý học RS Holway đã viết về dòng sông Nga trong bài viết năm 1917 của mình "Dòng sông Nga: Dòng chảy đặc trưng của dãy bờ biển California". Ban đầu, sông Nga là một trong một số dòng sông chảy về phía tây từ dãy núi Mayacamas qua cao nguyên Mendocino ra biển, một khu vực được nâng lên bởi áp lực kiến tạo. Sông Navarro lấy nước từ khu vực núi Cobb, trong khi sông Nga để ráo lấy nước từ Khu vực Helena. Ở độ cao thấp hơn, sông Nga bắt đầu chảy về phía bắc vào lưu vực của sông Navarro. Làm xói mòn một đường đứt gãy ở Thung lũng Alexander, sông Nga giao với sông Navarro ở phía bắc của Cloverdale. Điều này dẫn đến việc bắt luồng của lạch Sulphur Lớn (trước đây là thượng lưu sông Navarro) và ngã ba phía bắc của sông Navarro, đi về phía bắc đến Hopland và đến Ukiah. Các thung lũng cao đã bị xói mòn vào hẻm núi đá trong vòng mười dặm về phía bắc của Cloverdale và năm dặm về phía đông của Cloverdale.
Sau khi thiết lập kết nối với hồ Clear, sông Nga đã bị cắt ngang tại hồ Clear bằng một đường trượt (tại Núi Cow, phía đông Ukiah). Bây giờ hồ Clear chảy vào sông Sacramento. Dòng sông đã tạo một hẻm núi vào Núi Fitch trong thời gian đầu trước khi mực nước bị xói mòn đến mức hiện tại của chúng. Sông Nga đã bị ngăn không cho chảy xuống phía nam vào vịnh San Pablo, do một sườn núi cao 113 feet ở Cotati. Guerneville được xây dựng trên một khúc sông bị bỏ hoang. Gần Guerneville, một khúc quanh khác cắt ngắn Smith Creek.
Cao nguyên Mendocino là một phần của vùng địa chất tổ hợp Franciscan.